# Psilopa senegalensis
Psilopa senegalensis är en tvåvingeart som beskrevs av Canzoneri 1981. Psilopa senegalensis ingår i släktet Psilopa och familjen vattenflugor. Inga underarter finns listade i Catalogue of Life.